# Дворжак, Мирослав (двоеборец)
Ми́рослав Дво́ржак (чеш. Miroslav Dvořák; род. 3 марта 1987 года в Либерце) — чешский двоеборец, участник Олимпийских игр в Ванкувере.
В Кубке мира Дворжак дебютировал в 2006 году, в январе 2007 года первый раз попал в десятку лучших на этапе Кубка мира, в командных соревнованиях. Всего на сегодняшний момент имеет 6 попадания в десятку лучших на этапах Кубка мира, 5 в личных и 1 в командных соревнованиях. Лучшим достижением в итоговом зачёте Кубка мира для Дворжака является 31-е место в сезоне 2008-09.
На Олимпиаде-2010 в Ванкувере стал 8-м в команде, кроме того занял 39-е место в соревнованиях с нормального трамплина + 10 км и 28-е место в соревнованиях с большого трамплина + 10 км.
За свою карьеру участвовал в двух чемпионатах мира, лучший результат — 6-е место в командных соревнованиях на чемпионате мира 2009 в Либерце, в личных гонках не поднимался выше 16-го места.